# フードバンク

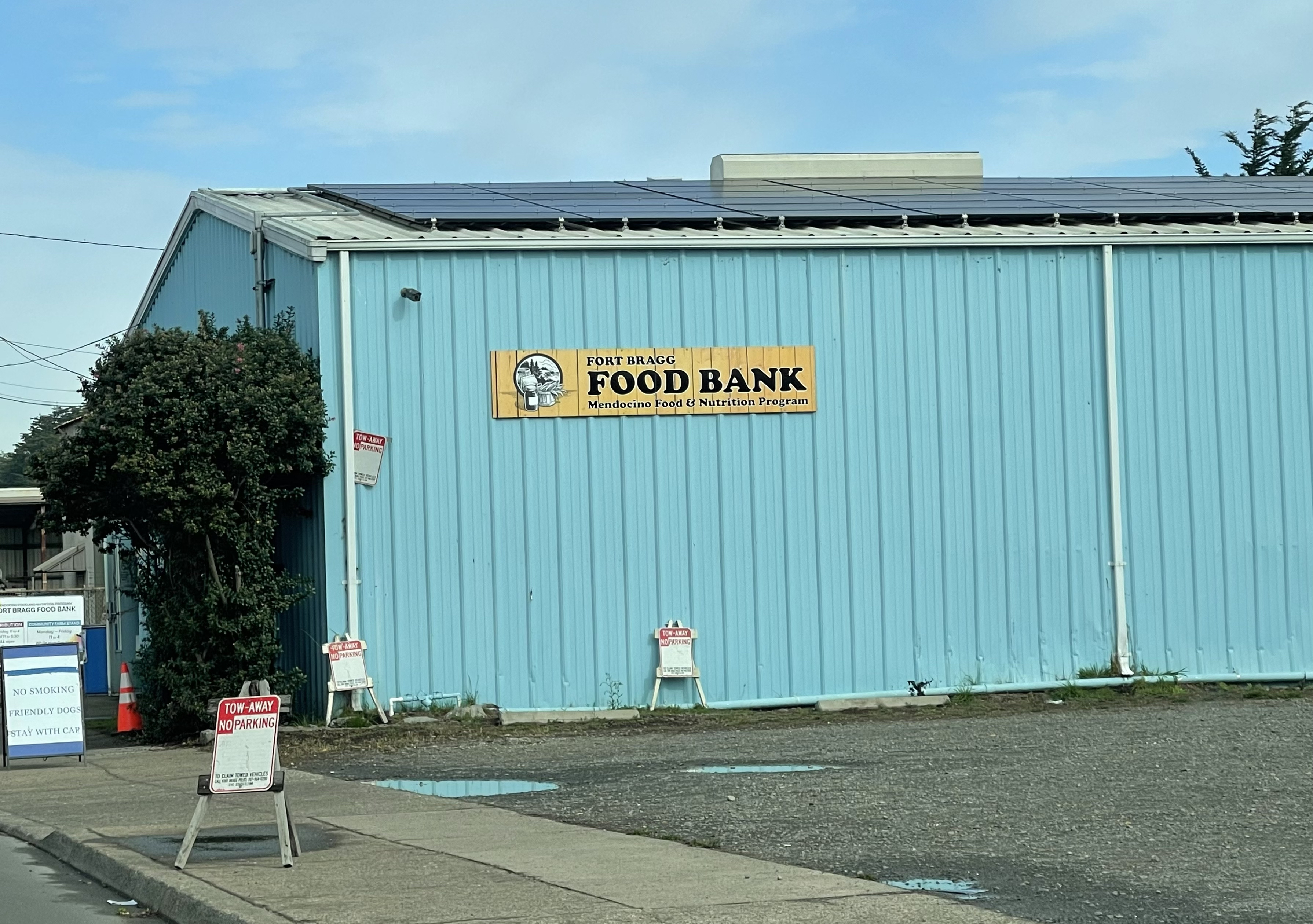
アメリカのフードバンク

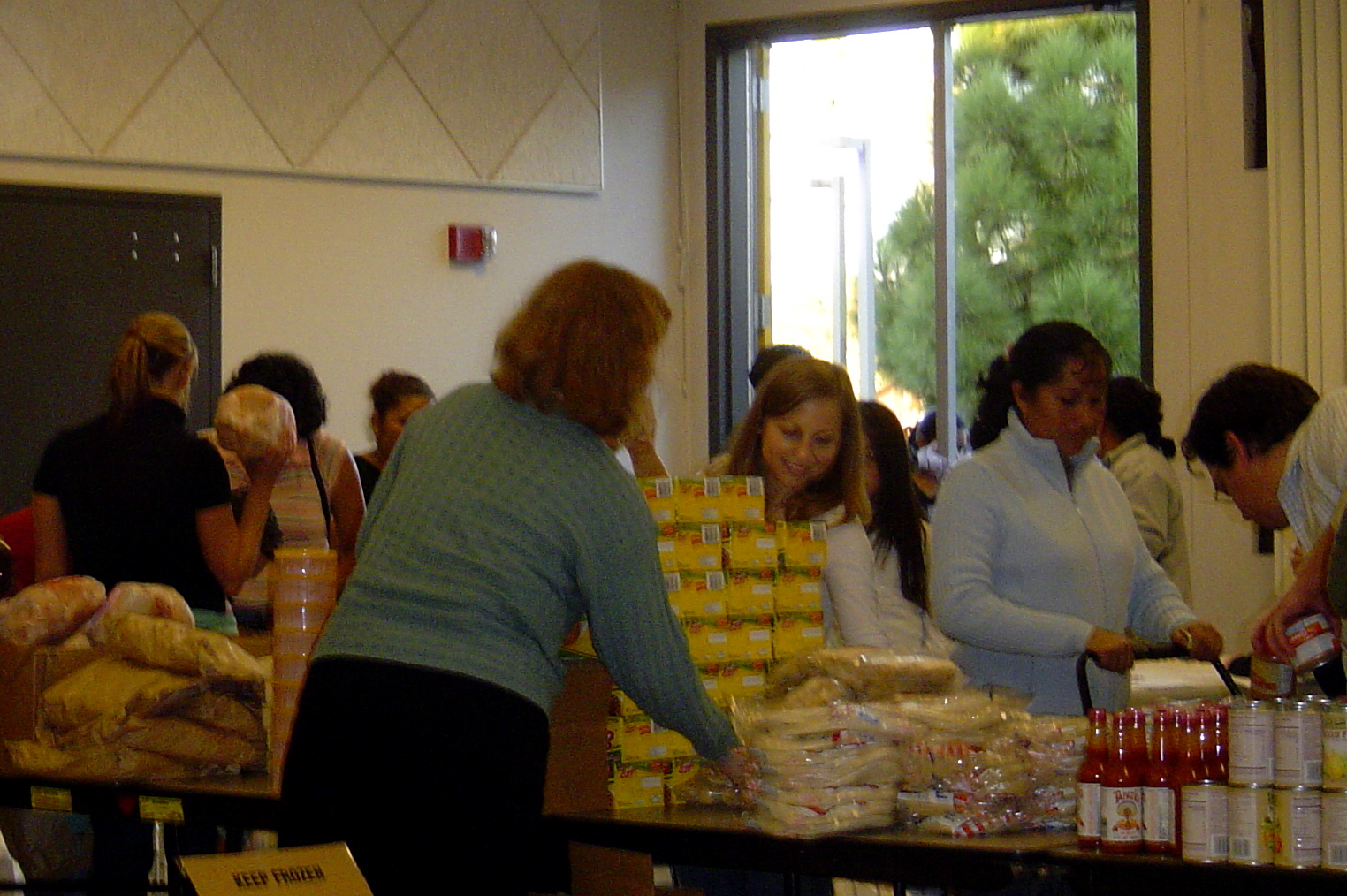
フードバンクから提供された食料を配布するアメリカのボランティア

フードバンク（英: Food bank）とは、賞味期限や見た目等を理由に市場に流通できなくなった廃棄する予定の食品の寄付を受け、無償で必要な人や団体に提供、配給する活動、およびその活動を行うボランティア団体。
また、家庭で余った食品を集め、フードバンク等へ寄付する活動は、「フードドライブ (Food drive)」と呼ぶ。

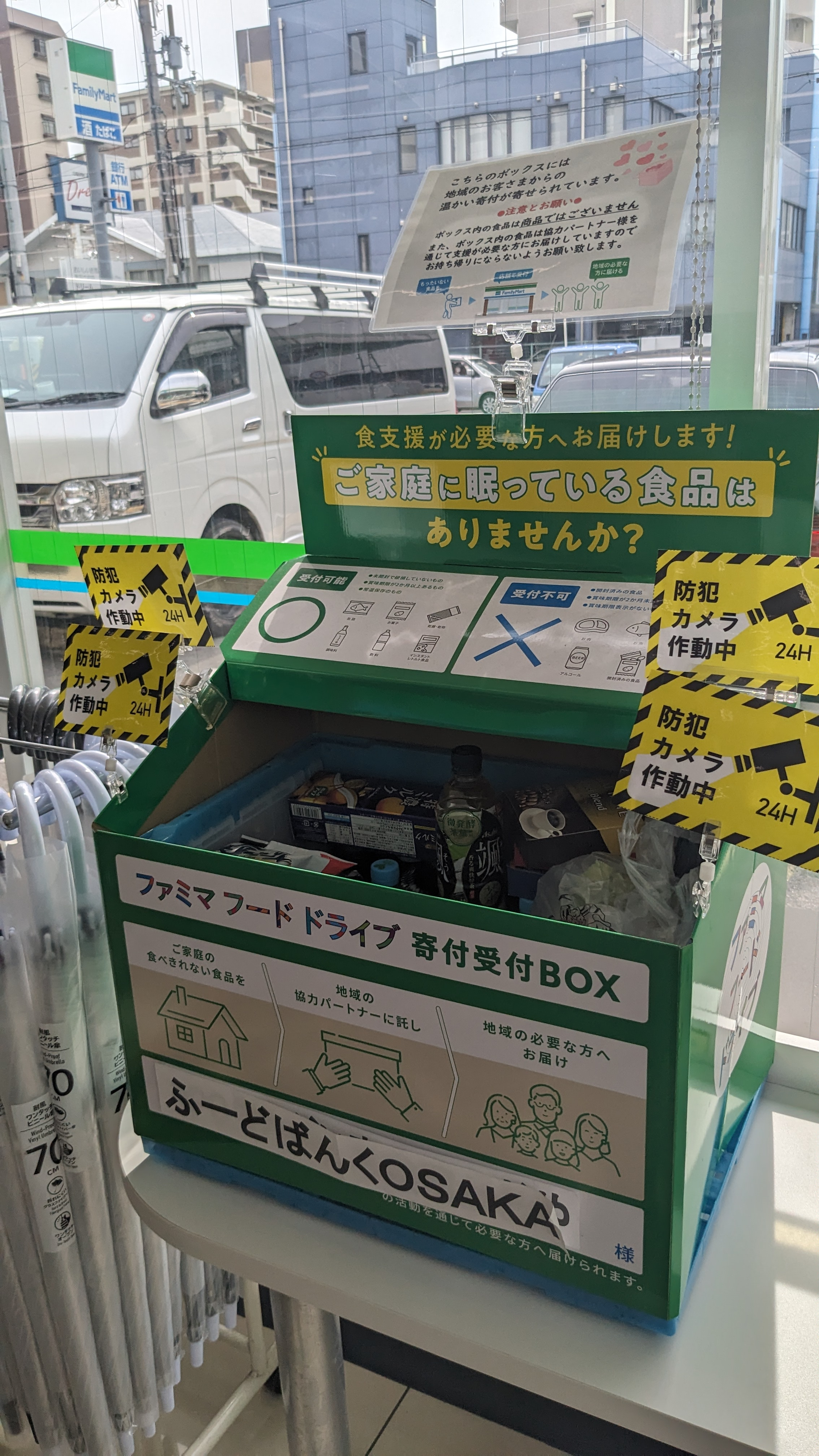
フードドライブ

## 概要
食品メーカーや外食産業などでは、品質には問題がないものの、包装不備などで市場での流通が困難になり、商品価値を失った食品が発生する。従来は廃棄されていたこうした食品の提供を原則として無償で受け、生活困窮者を支援しているNGO・NPO等の市民団体を通じて野外生活者、児童施設入居者、DV被害者保護施設入居者、低所得世帯、生活保護世帯、ひとり親世帯などの生活困窮者、子ども食堂に供給する。消費期限切れなど品質に問題のある食品は対象としない。提供を行う企業にとっては、廃棄に掛かる金銭的な費用を抑制できるだけでなく、食品ロスを削減しつつ福祉活動に貢献しているという面でCSRの取り組みともなり、企業価値の向上にもつながる。

## 歴史
社会学の教授、ジャネット・ポッペンディックによれば、アメリカ合衆国の飢餓は1960年代には既に解決されている問題であった。しかし1967年、アリゾナ州フェニックスのスープキッチンでボランティア活動をしていたジョン・ヴァン・ヘンゲルは、ボランティア先のシングルマザーから、まだ食べられる食品がスーパーマーケットで大量に廃棄されていることを知った。ヴァン・ヘンゲルはスーパーにこうした食品を寄附してもらうよう交渉するとともに、地元のキリスト教会に食品を備蓄する倉庫を貸してくれるよう頼んだ。こうして1967年に倉庫を提供した教会の名を採り、世界初のフードバンクである「セントメアリーズフードバンク」が誕生した。その後、農家から収穫したものの残った農作物の寄附を受け、1976年に「セカンドハーベスト」を設立。セカンドハーベストは後にフィーディングアメリカに名を変え、全米の約200のフードバンク団体を統轄する組織となっている。
そして早くも1980年代には、フードバンクはアメリカ合衆国から世界へと広がり始める。そのうちヨーロッパ初のフードバンクが1984年にフランスにでき、1990年から2000年代前半に南アフリカ、アフリカ、そしてアジアで設立されていった。2007年には The Global FoodBanking Network が組織化された。

## アメリカ合衆国
イリノイ州シカゴ郊外には広大な物流センター「グレーターシカゴ・フードデポジトリー」があり、2007年実績で1万8千トン、1日あたり8万4千食分の食糧が供給された。冷蔵車を使い、レストランやホテルなどから日持ちしにくい食材の提供も受けている。連邦法であるビル・エマーソン食糧寄附法により、善意で寄附した食品が元で万一トラブルが発生した場合でも、故意や重過失がない限り寄附した側は法的責任が問われない旨定められている。税法上でも、現物寄附の場合には原価の2倍までの控除が受けられる優遇策が設けられている。しかし近年は、以前まで寄附の対象となっていた食品が「わけあり商品」として寄附に回らずに通販などで流通したり、食料価格の変動で政府からの寄附が減るなどの問題に直面している。
2020年代においてはフードバンクを通じて、著名人らが貧困や被災地に向けて支援を行う例も見られるようになった。

## 日本
元アメリカ海軍の軍人で、上智大学留学生のチャールズ・E・マクジルトンが、2002年3月に日本初のフードバンク団体を設立、同年7月に東京都から特定非営利活動法人（NPO法人）の認証を受けた。2004年からは団体名をセカンドハーベストジャパンと改めた。
これとは別に、2003年4月にはアメリカ人のブライアン・ローレンスにより、関西を地盤とするフードバンク関西が発足。翌2004年1月には兵庫県より特定非営利活動法人（NPO法人）の認証を、2007年には国税庁より認定NPO法人の認証を受けている。
いずれも当初はハインツ日本やコストコなど外資系企業からの寄附が中心だったが、ニチレイなど日本の企業からの寄附も始まり、「もったいない」の観点からも注目されつつある。2007年以降は沖縄県や広島県、愛知県、北海道でもフードバンク設立の動きが始まっている。なお、三省堂『CROWN English CommunicationⅠ』という高校の英語教科書にフードバンクやセカンドハーベストについて紹介されていた。
2019年時点で、北海道から沖縄県まで全国110カ所以上でフードバンク活動が行われている。

## 不正と対策
通常は食品を配布するのは直接の形であるが、英国のフードバンクでは、利用者による不正受領対策に顔認証システ厶を導入している。この顔認証システムを用いて、実地まで行きたくない人向けのネット注文システムにも活用している。
食品企業は無償で寄付した食品の転売や安売りなど横流しや、本来廃棄していた食品による食中毒などを危惧している。その対策として、フードバンクの団体は、食品企業などから受け取った際に不正利用の禁止・食中毒発生時の支給企業の免責を約束した同意書を交わすようにしている。フードバンクでは利用者による転売やバザー出品等の支給した食品類の不正を禁止し、確認時は支給停止するとしている。

## テレビ番組
- 日経スペシャル ガイアの夜明け “余った食”のゆくえ 〜消費期限 もうひとつの物語〜（2007年3月27日、テレビ東京）[19]。- 「フードバンク」の裏側を取材。